# Ulex gallii
Ulex gallii är en ärtväxtart som beskrevs av Jules Émile Planchon. Ulex gallii ingår i släktet ärttörnen, och familjen ärtväxter. Inga underarter finns listade i Catalogue of Life.

## Bildgalleri

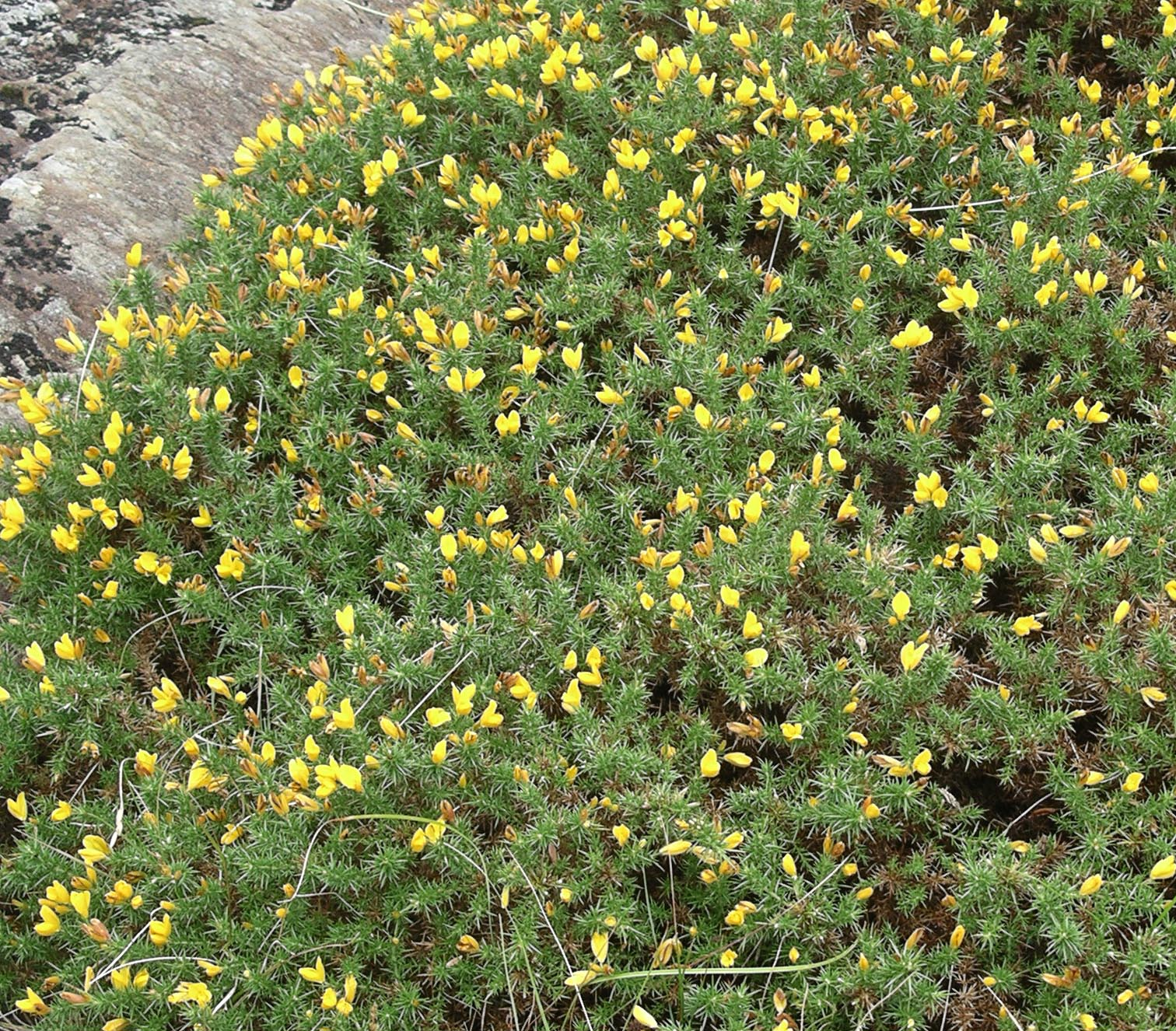